# Danmarks pattedyr
Danmarks pattedyr består af 71 arter, hvoraf 6 er klassificeret som invasive arter på Sortlisten over invasive arter i Danmark. Det grå egern (Sciurus carolinensis) er på Naturstyrelsens Observationsliste, men er endnu ikke indvandret til Danmark. Langt de fleste danske pattedyr er fredet uden for jagttiden.

## Rødlistestatus 2019
Der er mere end 71 arter af pattedyr i Danmark og de er alle vurderet efter IUCNs rødlistekriterier til den danske rødliste. 17 arter findes kun tilfældigt og ikke ynglende eller de er ikke-hjemmehørende, den de 54 øvrige arter er rødlistevurderede.
Af dem er:
- 1 art regionalt uddøde arter (RE) og forsvundet fra den danske natur.
- 1 art er kritisk truet (CR) og har således ekstremt høj risiko for at uddø i den vilde natur.
- 3 arter er truede (EN) og har stor risiko for at forsvinde fra den danske natur.
- 6 er sårbare arter (VU)
- 12 arter (7 %) er næsten truet (NT), hvilket betyder, at de er tæt på at at være truede.
- De øvrige har enten utilstrækkeligt datagrundlag (3 arter) eller er ikke truede arter/livskraftig (LC) (28 arter (52 %)).[1]

## Forklaring
En stjerne (*) markerer en invasiv art på sortlisten, som har etableret sig og næppe vil kunne udryddes lokalt.
To stjerner (**) markerer en invasiv art på sortlisten, som stadig kan bekæmpes lokalt, men ikke udryddes nationalt.
Tre stjerner (***) markerer en invasiv art på sortlisten, som endnu ikke har etableret sig og stadig kan udryddes nationalt.
| Fork. | Engelsk               | Betydning            | Forklaring |
| ----- | --------------------- | -------------------- | --- |
| RE    | Regionally extinct    | Forsvundet           | Det er ingen tvivl om, at sidste eksemplar er dødt eller udvandret.                                            |
| CR    | Critically endangered | Kritisk truet        | Der er en meget stor risiko for, at arten vil uddø i vild tilstand inden for få år.                            |
| EN    | Endangered            | Truet                | Der er en stor risiko for, at arten vil uddø i vild tilstand i nær fremtid.                                    |
| VU    | Vulnerable            | Sårbar               | Der er risiko for, at arten vil uddø i vild tilstand på længere sigt.                                          |
| NT    | Near threatened       | Næsten truet         | Arten opfylder ikke de officielle kriterier for "sårbar", men er tæt på at opfylde et eller flere.             |
| LC    | Least concern         | Ikke truet           | Når arten er almindeligt forekommene og ikke opfylder kriterierne for truet, sårbar eller næsten truet.        |
| DD    | Data deficient        | Utilstrækkelige data | Der foreligger ikke tilstrækkelig viden om artens udbredelse, til at en risiko kan vurderes.                   |
| NA    | Not applicable        | Vurdering ikke mulig | Arten er introduceret i landet, er under etablering i landet, eller findes kun i form af strejfende individer. |

## Parrettåede hovdyr
| Navn (latin)                    | Beskyttelse og regulering                                      | Udbredelse                                                                     | Status |
| ------------------------------- | -------------------------------------------------------------- | ------------------------------------------------------------------------------ | ------ |
| Dådyr (Dama dama)               | Fredet uden for jagttid, kan reguleres som skadevoldende vildt | Hele landet                                                                    | NA     |
| Elg (Alces alces)               | Fredet i Danmark                                               | Udsat i Lille Vildmose i Nordjylland.                                          | NA     |
| Europæisk bison (Bison bonasus) | Fredet, IUCN's Rødliste                                        | Lever i indhegning i Almindingen på Bornholm, samt i Vorup Enge i midtjylland. | NA     |
| Krondyr (Cervus elaphus)        | Fredet uden for jagttid, kan reguleres som skadevoldende vildt | Jylland og Sjælland                                                            | LC     |
| Rådyr (Capreolus capreolus)     | Fredet uden for jagttid, kan reguleres som skadevoldende vildt | Hele landet                                                                    | LC     |
| Sika (Cervus nippon)            | Fredet uden for jagttid, kan reguleres som skadevoldende vildt | Nordøstlige Jylland og Sydvestsjælland                                         | NA     |
| Vildsvin (Sus scrofa)           | Fredet uden for jagttid, kan reguleres som skadevoldende vildt | Enkelte eksemplarer i Sønderjylland, største indhegnet bestand i Tofte Skov.   | CR     |

## Haredyr
| Navn (latin)                      | Beskyttelse og regulering                      | Udbredelse                                                                  | Status |
| --------------------------------- | ---------------------------------------------- | --------------------------------------------------------------------------- | ------ |
| Hare (Lepus europaeus)            | Fredet uden for jagttid                        | Hele landet                                                                 | LC     |
| Vildkanin (Oryctolagus cuniculus) | Jagttid, kan reguleres som skadevoldende vildt | Sønderjylland, udsatte bestande på Bornholm, Lolland, Endelave, Fanø og Fyn | NA     |

## Hvaler
| Navn (latin)                            | Beskyttelse og regulering                                                                               | Udbredelse                                                    | Status |
| --------------------------------------- | --- | ------------------------------------------------------------- | ------ |
| Blåhval (Balaenoptera musculus)         | Habitatdirektivets bilag IV, Bonn-konventionens liste I, Washington-konventionens liste I.              | Meget sjælden gæst                                            | NA     |
| Finhval (Balaenoptera physalus)         | Habitatdirektivets bilag IV, Bonn-konventionens liste I+II, Washington-konventionens liste I.           | Regelmæssig, men fåtallig gæst i indre farvande               | NA     |
| Sejhval (Balaenoptera borealis)         | Habitatdirektivets bilag IV, Bonn-konventionens liste I+II, Washington-konventionens liste I.           | Sjælden gæst                                                  | NA     |
| Brydeshval (Balaenoptera edeni)         | Habitatdirektivets bilag IV, Bonn-konventionens liste II, Washington-konventionens liste I.             | En enkelt kendt stranding                                     | NA     |
| Vågehval (Balaenoptera acurostrata)     | Habitatdirektivets bilag IV, Washington-konventionens liste I.                                          | Nordsøen                                                      | LC     |
| Pukkelhval (Megaptera novaeangliae)     | Habitatdirektivets bilag IV, Bonn-konventionens liste I, Washington-konventionens liste I.              | Sjælden gæst                                                  | NA     |
| Marsvin (Phocaena phocaena)             | Habitatdirektivets bilag II og bilag IV, Bonn-konventionens liste II, Washington-konventionens liste II | Alle farvande, dog meget fåtallig i Østersøen                 | LC/CR1 |
| Hvidhval (Delphinapterus leucas)        | Habitatdirektivets bilag IV, Bonn-konventionens liste II, Washington-konventionens liste II             | Meget sjælden gæst                                            | NA     |
| Kaskelot (Physeter macrocephalus)       | Habitatdirektivets bilag IV, Bonn-konventionens liste II, Washington-konventionens liste I              | Sjælden gæst i Nordsøen                                       | NA     |
| Almindelig næbhval (Mesoplodon bidens)  | Habitatdirektivets bilag IV, Washington-konventionens liste II                                          | Sjælden gæst                                                  | NA     |
| Døgling (Hyperoodon ampullatus)         | Habitatdirektivets bilag IV, Bonn-konventionens liste II, Washington-konventionens liste I              | Sjælden gæst                                                  | NA     |
| Småhovedet hval (Ziphius cavirostris)   | Habitatdirektivets bilag IV, Bonn-konventionens liste I, Washington-konventionens liste II              | Kendt fra en enkelt stranding                                 | NA     |
| Hvidnæse (Lagenorhynchus albirostris)   | Habitatdirektivets bilag IV, Bonn-konventionens liste II, Washington-konventionens liste II             | Nordsøen, ofte i Skagerrak og Kattegat, sjældnere i Østersøen | LC     |
| Almindelig delfin (Delphinus delphis)   | Habitatdirektivets bilag IV, Bonn-konventionens liste I+II, Washington-konventionens liste II           | Sjælden gæst                                                  | NA     |
| Stribet delfin (Sternella coeruleoalba) | Habitatdirektivets bilag IV, Bonn-konventionens liste II, Washington-konventionens liste II             | Sjælden gæst                                                  | NA     |
| Hvidside (Lagenorhynchus acutus)        | Habitatdirektivets bilag IV, Bonn-konventionens liste II, Washington-konventionens liste II             | Nordlige Nordsø                                               | NA     |
| Øresvin (Tursiops truncatus)            | Habitatdirektivets bilag IV, Bonn-konventionens liste II, Washington-konventionens liste II             | Gæst i indre farvande                                         | NA     |
| Rissosdelfin (Grampus griseus)          | Habitatdirektivets bilag IV, Bonn-konventionens liste II, Washington-konventionens liste II             | Kendt fra et enkelt fund                                      | NA     |
| Halvspækhugger (Pseudorca crassidens)   | Habitatdirektivets bilag IV, Bonn-konventionens liste II, Washington-konventionens liste II             | Sjælden gæst                                                  | NA     |
| Langluffet grind (Globicephala melas)   | Habitatdirektivets bilag IV, Bonn-konventionens liste II, Washington-konventionens liste II             | Skagerrak                                                     | NA     |
| Spækhugger (Orcinus orca)               | Habitatdirektivets bilag IV, Bonn-konventionens liste II, Washington-konventionens liste II             | Skagerrak, i øvrigt sjælden gæst                              | NA     |

1) Bevaringsstatus for bestanden i Østersøen er Kritisk Truet (CR).

## Flagermus
| Navn (latin)                                   | Beskyttelse og regulering                                    | Udbredelse                                                                                  | Status |
| ---------------------------------------------- | ------------------------------------------------------------ | ------------------------------------------------------------------------------------------- | ------ |
| Bechsteins flagermus (Myotis bechsteinii)      | Habitatdirektivets bilag II og IV, fredet, Flagermus-aftalen | Sjælden i Danmark; tilflyvere fra Sverige og Polen                                          | EN     |
| Brandts flagermus (Myotis brandtii)            | Habitatdirektivets bilag II og IV, fredet, Flagermus-aftalen | Bornholm og Midtjylland                                                                     | NT     |
| Bredøret flagermus (Barbastella barbastellus)  | Habitatdirektivets bilag II og IV, fredet, Flagermus-aftalen | Enkelte bestande på Sjælland, Lolland og Falster; tilflyvere fra Tyskland, Polen og Sverige | NT     |
| Brunflagermus (Nyctalus noctula)               | Habitatdirektivets bilag II og IV, fredet, Flagermus-aftalen | Østlige Jylland og på øerne, sjældnere i Sydvestjylland                                     | LC     |
| Damflagermus (Myotis dasycneme)                | Habitatdirektivets bilag II og IV, fredet, Flagermus-aftalen | Enkelte bestande i Midt- og Østjylland; tilflyvere fra Sverige og Baltikum                  | VU     |
| Dværgflagermus (Pipistrellus pygmaeus)         | Habitatdirektivets bilag II og IV, fredet, Flagermus-aftalen | Hele landet, bortset fra Vestjylland, Bornholm og nogle mindre øer                          | LC     |
| Frynseflagermus (Myotis nattereri)             | Habitatdirektivets bilag II og IV, fredet, Flagermus-aftalen | Bestande på Bornholm, Lolland og i Himmerland                                               | NT     |
| Langøret flagermus (Plecotus auritus)          | Habitatdirektivets bilag II og IV, fredet, Flagermus-aftalen | Hele landet, bortset fra Vestjylland, Vestfyn, Lolland, Langeland og nogle mindre øer.      | LC     |
| Pipistrelflagermus (Pipistrellus pipistrellus) | Habitatdirektivets bilag II og IV, fredet, Flagermus-aftalen | Sydøstjylland, ved Gedser; sjælden i resten af landet                                       | LC     |
| Skimmelflagermus (Vespertilio murinus)         | Habitatdirektivets bilag II og IV, fredet, Flagermus-aftalen | Nordøstsjælland; vinterbestand omkring Aarhus                                               | LC     |
| Skægflagermus (Myotis mystacinus)              | Habitatdirektivets bilag II og IV, fredet, Flagermus-aftalen | Bornholm                                                                                    | VU     |
| Sydflagermus (Eptesicus serotinus)             | Habitatdirektivets bilag II og IV, fredet, Flagermus-aftalen | Hele landet, bortset fra Nordøstsjælland og den Nørrejyske Ø                                | LC     |
| Troldflagermus (Pipistrellus nathusii)         | Habitatdirektivets bilag II og IV, fredet, Flagermus-aftalen | Østjylland, Sjælland og Lolland, sjældnere på Bornholm.                                     | LC     |
| Vandflagermus(Myotis daubentoni)               | Habitatdirektivets bilag II og IV, fredet, Flagermus-aftalen | Hele landet                                                                                 | LC     |

## Insektædere
| Navn (latin)                        | Beskyttelse og regulering                     | Udbredelse                                                             | Status |
| ----------------------------------- | --------------------------------------------- | ---------------------------------------------------------------------- | ------ |
| Almindelig spidsmus (Sorex araneus) | Fredet                                        | Hele landet, bortset fra enkelte mindre øer                            | LC     |
| Dværgspidsmus (Sorex minutus)       | Fredet                                        | Hele landet, bortset fra enkelte mindre øer                            | LC     |
| Muldvarp (Talpa europaea)           | Fredet, kan reguleres som skadevoldende vildt | Hele landet, bortset fra enkelte mindre øer                            | LC     |
| Pindsvin (Erinaceus europaeus)      | Fredet                                        | Hele landet                                                            | LC     |
| Vandspidsmus (Neomys fodiens)       | Fredet                                        | Hele landet, bortset fra Bornholm, Lolland-Falster og nogle mindre øer | NT     |

## Gnavere
| Navn (latin)                                     | Beskyttelse og regulering                               | Udbredelse                                                                    | Status |
| ------------------------------------------------ | ------------------------------------------------------- | ----------------------------------------------------------------------------- | ------ |
| Almindelig markmus (Microtus agrestis)           | Fredet, kan reguleres som skadevoldende vildt           | Hele landet                                                                   | LC     |
| Birkemus (Sicista betulina)                      | Habitatdirektivets bilag IV, fredet                     | Sønderjylland, vestlige limfjordsområde                                       | VU     |
| Bisamrotte** (Ondatra zibethicus)                | Invasiv art, kan reguleres som skadevoldende vildt      | Sønderjylland                                                                 | NA     |
| Brandmus (Apodemus agrarius)                     |                                                         | Sydsjælland, Lolland-Falster, Fejø og Femø                                    | LC     |
| Brun rotte** (Rattus norvegicus)                 | Omfattet af Bekendtgørelse om bekæmpelse af rotter m.v. | Hele landet                                                                   | NA     |
| Bæver (Castor fiber)                             | Fredet, forvaltningsplan                                | Klosterheden og Nordsjælland                                                  | EN     |
| Dværgmus eller havremus (Micromys minutus)       | Fredet, kan reguleres som skadevoldende vildt           | Hele landet, bortset fra Læsø, Anholt, Bornholm og nogle mindre øer           | LC     |
| Egern (Sciurus vulgaris)                         | Fredet                                                  | Hele Danmark, bortset fra nogle mindre øer                                    | LC     |
| Halsbåndmus (Apodemus flavicollis)               | Fredet, kan reguleres som skadevoldende vildt           | Hele landet, sjældnere i Vestjylland, mangler på nogle mindre øer             | LC     |
| Hasselmus (Muscardinus avellanarius)             | Habitatdirektivets bilag IV, fredet, forvaltningsplan   | Enkelte bestande på Sjælland, Sydfyn, Langeland, ved Vejle og Gråsten-Kliplev | EN     |
| Mosegris (Arvicola terrestris)                   | Fredet, kan reguleres som skadevoldende vildt           | Hele landet, bortset fra Lolland-Falster, Læsø, Bornholm og nogle mindre øer  | LC     |
| Rødmus (Clethrionomys glareolus)                 | Fredet, kan reguleres som skadevoldende vildt           | Hele landet, bortset nogle øer (f.eks. Bornholm)                              | LC     |
| Skovmus (Apodemus sylvaticus)                    | Fredet, kan reguleres som skadevoldende vildt           | Hele landet                                                                   | NT     |
| Sumpbæver*** eller bæverrotte (Myocastor coypus) | Invasiv art, kan reguleres som skadevoldende vildt      | Fåtallig i hele landet                                                        | NA     |
| Sydmarkmus (Microtus arvalis)                    |                                                         | Jylland, Als, Rømø og Mandø                                                   | LC     |

## Rovdyr
| Navn (latin)                           | Beskyttelse og regulering | Udbredelse                                                                       | Status |
| -------------------------------------- | --- | -------------------------------------------------------------------------------- | ------ |
| Brud (Mustela nivalis)                 | Fredet | Hele landet, bortset fra Bornholm, Samsø og nogle mindre øer                     | NT     |
| Grævling (Meles meles)                 | Fredet | Hele landet, bortset fra Anholt, Bornholm, Læsø, Rømø, Samsø og nogle mindre øer | LC     |
| Husmår (Martes foina)                  | Fredet uden for jagttid, kan reguleres som skadevoldende vildt                                                                         | Hele landet, bortset fra Bornholm, Anholt og nogle mindre øer                    | NT     |
| Ilder (Mustela putorius)               | Fredet, kan reguleres som skadevoldende vildt                                                                                          | Hele landet, bortset fra Lolland-Falster, Bornholm og nogle mindre øer           | NT     |
| Lækat eller hermelin (Mustela erminea) | Fredet, Bern-konventionen liste III | Hele landet, bortset Bornholm og nogle mindre øer                                | NT     |
| Mink** (Neovison vison)                | Invasiv art, kan reguleres som skadevoldende vildt                                                                                     | Hele landet                                                                      | NA     |
| Mårhund*** (Nyctereutes procyonoides)  | Invasiv art, kan reguleres som skadevoldende vildt                                                                                     | Fåtallig i hele landet                                                           | NA     |
| Odder (Lutra lutra)                    | Habitatdirektivets bilag II+IV, fredet, Bonn-konventionens liste I, CITES/Washington-konventionens liste I / bilag A, forvaltningsplan | Jylland og Vestsjælland                                                          | VU     |
| Ræv (Vulpes vulpes)                    | Fredet uden for jagttid, kan reguleres som skadevoldende vildt                                                                         | Hele landet                                                                      | NT     |
| Skovmår (Martes martes)                | Habitatdirektivets bilag V, fredet | Hele landet, bortset fra Bornholm og nogle mindre øer                            | NT     |
| Ulv (Canis lupus)                      | Habitatdirektivets bilag II+IV, Bern-konventionens bilag 2, CITES/Washington-konventionens bilag A, forvaltningsplan                   | Fåtallige i hele Jylland                                                         | VU     |
| Vaskebjørn*** (Procyon lotor)          | Invasiv art, kan reguleres som skadevoldende vildt                                                                                     | Fåtallig i hele landet                                                           | NA     |
| Guldsjakal (Canis aureus)              | Habitatdirektivets bilag V | Enkelte dyr indvandret fra syd                                                   | NA     |

### Sæler
| Navn (latin)                 | Beskyttelse og regulering | Udbredelse                                              | Status |
| ---------------------------- | --- | ------------------------------------------------------- | ------ |
| Gråsæl (Halichoerus grypus)  | Habitatdirektivets bilag II+V, fredet, Bonn-konventionens liste II, Forvaltningsplan for spættet sæl og gråsæl                                        | Kattegat, Østersøen og Vadehavet                        | VU     |
| Spættet sæl (Phoca vitulina) | Habitatdirektivets bilag II+V, fredet, Bonn-konventionens liste II, kan reguleres som skadevoldende vildt, Forvaltningsplan for spættet sæl og gråsæl | Kattegat, Skagerrak, Limfjorden, Vadehavet og Østersøen | LC     |